# Hildebrand
Hildebrand – męskie imię germańskie, złożone z członów hildiō (germ.). hilt(e)a (stwniem.) – „walka” i branda (germ.) – „ogień, głownia, żar”, co przenoszono metaforycznie na „miecz” z powodu lśniącej głowni (śwrniem. brant – „głownia, błyszczący miecz”). Imię to notowano w Polsce od XIII wieku w formach Hildebrand, Hilbrand, Hillebrand, Hilwrand, Helbrand, Helibrand, Elbrend, Ilbrand oraz z możliwymi zdrobnieniami m.in. Helt, Hik, Hiko, Ik, Iko, Hiltosz, Hidek, Hidko, Jiko, Hyczka, Hyczko. 
Żeński odpowiednik: Hildebranda.
Hildebrand (oraz pozostałe warianty imienia) imieniny obchodzi:
- 11 kwietnia, jako wspomnienie św. Hildebranda, mnicha[3]
- 5 czerwca, jako wspomnienie św. Hildebranda, jednego z towarzyszy św. Bonifacego, arcybiskupa Moguncji[4]

Znane osoby noszące imię Hildebrand:
- Grzegorz VII – święty katolicki, imię chrzestne – Hildebrand[5]
- Hildeprand – władca Longobardów
- Ildebrando Antoniutti – kardynał katolicki
- Ildebrando D’Arcangelo (ur. 1969) – włoski śpiewak operowy, bas-baryton

Znane osoby noszące nazwisko Hildebrand:
- Dietrich von Hildebrand – niemiecki filozof i teolog katolicki
- Bruno Hildebrand – ekonomista, dziadek Dietricha
- Wojciech Hildebrand – doktor nauk weterynaryjnych, onkolog weterynaryjny, prezes Dolnośląskiej Izby Lekarsko-Weterynaryjnej